# Sunderland (Vermont)
Sunderland és una població dels Estats Units a l'estat de Vermont. Segons el cens del 2000 tenia 850 habitants.

## Demografia
Segons el cens del 2000, Sunderland tenia 850 habitants, 350 habitatges, i 252 famílies. La densitat de població era de 7,2 habitants per km².
Dels 350 habitatges en un 30,3% hi vivien nens de menys de 18 anys, en un 58% hi vivien parelles casades, en un 8,9% dones solteres, i en un 28% no eren unitats familiars. En el 23,1% dels habitatges hi vivien persones soles el 12,9% de les quals corresponia a persones de 65 anys o més que vivien soles. El nombre mitjà de persones vivint en cada habitatge era de 2,43 i el nombre mitjà de persones que vivien en cada família era de 2,87.
Per edats la població es repartia de la següent manera: un 23,4% tenia menys de 18 anys, un 4,6% entre 18 i 24, un 27,1% entre 25 i 44, un 26,7% de 45 a 60 i un 18,2% 65 anys o més.
L'edat mediana era de 42 anys. Per cada 100 dones de 18 o més anys hi havia 92 homes.
La renda mediana per habitatge era de 40.500 $ i la renda mediana per família de 47.500 $. Els homes tenien una renda mediana de 32.250 $ mentre que les dones 25.083 $. La renda per capita de la població era de 19.453 $. Entorn del 6% de les famílies i el 9,7% de la població estaven per davall del llindar de pobresa.